# Alfred Ludwig (Sportfunktionär)

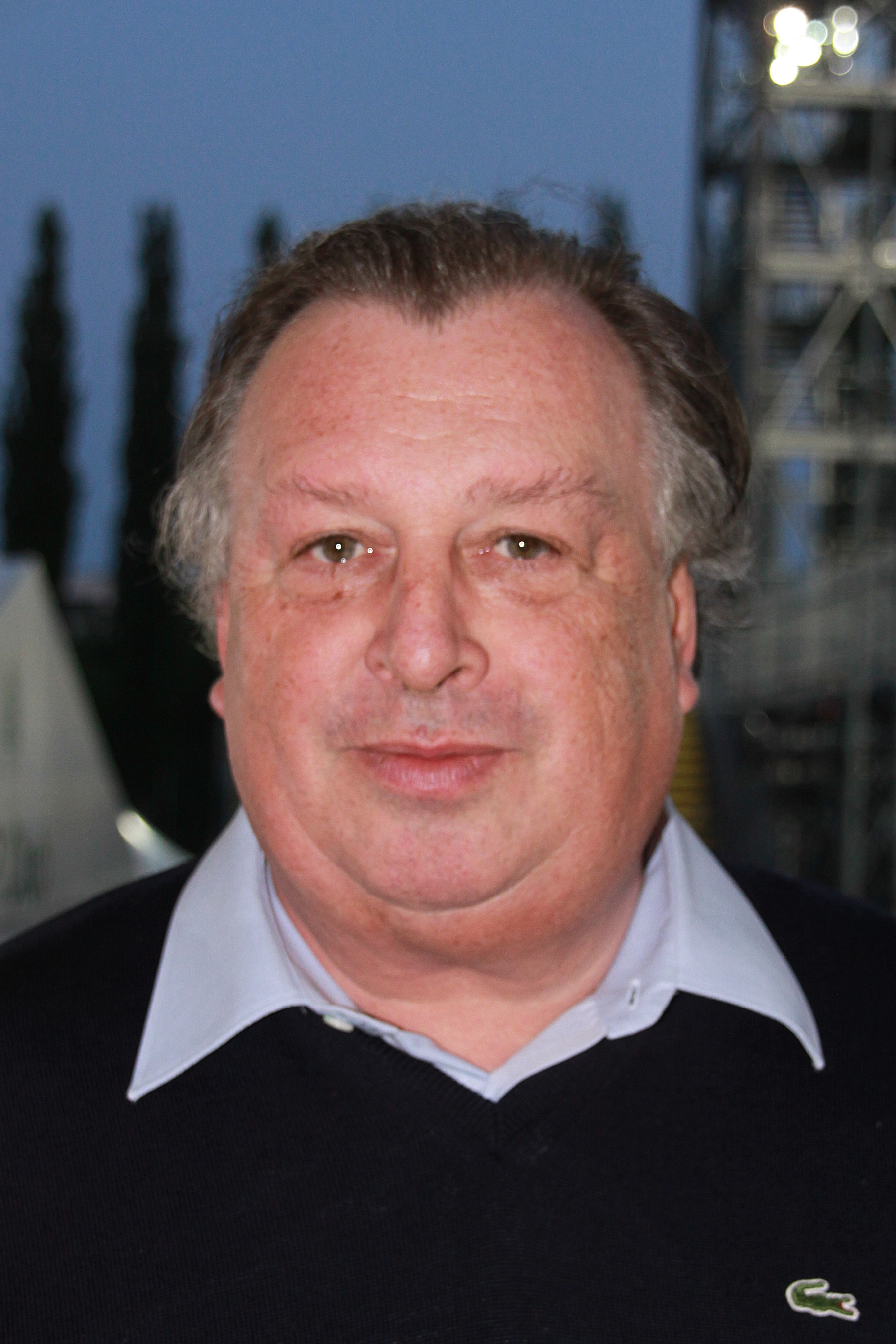
Alfred „Gigi“ Ludwig

Alfred Ludwig – bekannter unter dem Kosenamen Gigi Ludwig – (* 26. Juli 1950 in Wien) ist ein österreichischer ehemaliger Fußballschiedsrichter und Sportfunktionär. Er war von 1. März 2009 bis 31. Juli 2016 Generaldirektor (CEO) des Österreichischen Fußball-Bundes (ÖFB). Mit 2.111 Vereinen und 592.375 Aktiven ist der ÖFB der größte österreichische Sportverband (Stand: 6. Dezember 2007).

## Leben
Nach dem Ablegen der Matura machte Ludwig eine Ausbildung zum Hauptschullehrer, die er erfolgreich abschloss. Ab 1970 war er als Lehrer tätig. Nebenberuflich war er bei der Kronen Zeitung in der Sportredaktion als Journalist tätig, wobei der Schwerpunkt seiner Arbeit im Fußballbereich lag. Aufgrund dieser Tätigkeit wurde er darüber hinaus 1976 im Exekutivkomitee der Arbeitsgemeinschaft Schulfußball zum Pressesprecher berufen. Diese Tätigkeit übte Ludwig bis 1987 aus.
Im September 1981 wurde Ludwig vom damaligen Präsidenten des ÖFB und Bundesminister für Bauten und Technik, Karl Sekanina, als Pressechef zum ÖFB geholt. Dafür gab er sowohl seinen erlernten Beruf als Lehrer, als auch seine nebenberufliche Tätigkeit als Journalist auf. Nach dem Rücktritt von Karl Sekanina (1982) wurde Ludwig von den interimistischen Präsidenten Herbert Raggautz und Heinz Gerö in seiner Funktion bestätigt. Nach Zustimmung des ÖFB-Vorstands wurde Alfred Ludwig mit 1. Jänner 1986 zum Generalsekretär des ÖFB bestellt.
In die Amtszeit Ludwigs als Generalsekretär fiel unter anderem die erfolgreiche Bewerbung für die Fußball-Europameisterschaft 2008.
Nach dem Amtsantritt von Leo Windtner als Präsident am 28. Februar 2009 wurde Alfred Ludwig am 1. März 2009 zum Generaldirektor des Österreichischen Fußball-Bundes befördert.
Am 7. Oktober 2009 musste Ludwig nach einer Klage vor dem Verfassungsgerichtshof dazu Stellung nehmen, dass der ÖFB unterschiedliche Kartenpreise für Männer und Frauen hat. Der Fall der „sexuellen Diskriminierung“ beschäftigt mittlerweile nicht nur das österreichische Parlament, sondern darüber hinaus auch die Gleichstellungskommission der EU. Der Ausgang des Verfahrens ist offen, jedoch wurden die unterschiedlichen Kartenpreise auf Weisung von Ludwig eingestellt.
Bei der Teamchef-Suche 2011 erhielt Ludwig wieder Medienpräsenz. Beispielsweise schloss Österreichs Erfolgstrainer bei der U-20 WM in Kanada, und auch im Vereinsfußball bei Ried, Paul Gludovatz, aufgrund von persönlichen Differenzen mit Ludwig aus, Teamchef zu werden. Der ÖFB würde nicht nach Erfahrung und Qualität entscheiden. Auch achte der ÖFB nicht, wie z. B. der DFB, auf eine durchgängige Fußballphilosophie. Während bei der U-20 mit einem 3-3-3-1 gespielt wurde, spielte die U-21 ein 4-3-3.
Am 31. Juli 2016 ging Ludwig in Pension. Mit Bernard Neuhold und Thomas Hollerer wurde eine Doppelspitze mit der Nachfolge betraut.
Alfred Ludwig ist seit 1979 verheiratet und Vater zweier Kinder.

## Auszeichnungen (Auszug)
- 1996: Silbernes Ehrenzeichen für Verdienste um die Republik Österreich[8]
- 2001: Goldenes Ehrenzeichen für Verdienste um die Republik Österreich[8]
- 2015: Großes Goldenes Ehrenzeichen für Verdienste um das Bundesland Niederösterreich[9]
- 2019: Komturkreuz des Landes Burgenland[10]